# Saint Patrick’s Athletic FC
A Saint Patrick’s Athletic FC vagy röviden St Patrick’s Athletic FC (ír nyelven: Cumann Peile Lúthchleas Phádraig Naofa) ír labdarúgócsapat, mely a FAI Premier Divisionben szerepel. Székhelye Dublinban található, hazai meccseit a Richmond Parkban játssza.

## Története
A csapatot 1929-ben alapították. Története során hétszer nyerte meg az ír bajnokságot, kétszer és a ligakupát. 1998-ban mindenki nagy meglepetésére 0-0-s döntetlent játszottak a Celtic ellen a UEFA-bajnokok ligája selejtezőjében. A visszavágót ugyan elvesztették, de sokak elismerését kivívták. A következő szezonban már nem teljesítettek ilyen jól, 10-0-s összesítéssel győzte le őket a Zimbru Chișinău.
2002-ben a Szentek első ír csapatként indulhattak az Intertotó-kupában. A horvát NK Rijekát sikerült legyőzniük, de a KAA Gent kiejtette őket. A 2009/10-es szezonban a gárda indulhat az Európa-ligában.

## Sikerek
- Bajnoki címek: 7
  - 1951-52, 1954-55, 1955-56, 1989-90, 1995-96, 1997-98, 1998-99
- FAI Kupa: 5
  - 1959, 1961, 2014, 2021, 2023
- FAI Ligakupa: 2
  - 2000-01, 2003
- FAI Super Cup: 1
  - 1999
- FAI Intermediate Cups: 3
  - 1947/48, 1948/49, 1952/53[1]
- FAI Junior Cup: 1
  - 1940/41
- FAI Youth Cup: 1
  - 1944/45
- League of Ireland Shields: 1
  - 1959/60
- Dublin City Cups: 3
  - 1953/54, 1955/56, 1975/76
- Leinster Senior Cups: 6
  - 1948[2], 1983, 1987, 1990, 1991, 2000[3]
- LFA Presidents Cups: 6
  - 1952/53, 1953/54, 1955/56, 1971/72, 1990/91, 1996/97

## Külső hivatkozások
- A St Patrick's Athletic hivatalos honlapja